# Union douanière entre l'Union européenne et la Turquie

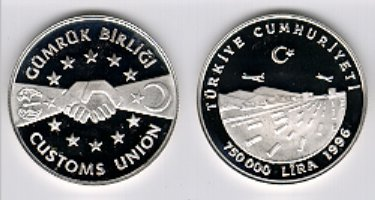
Pièce commémorative turque.

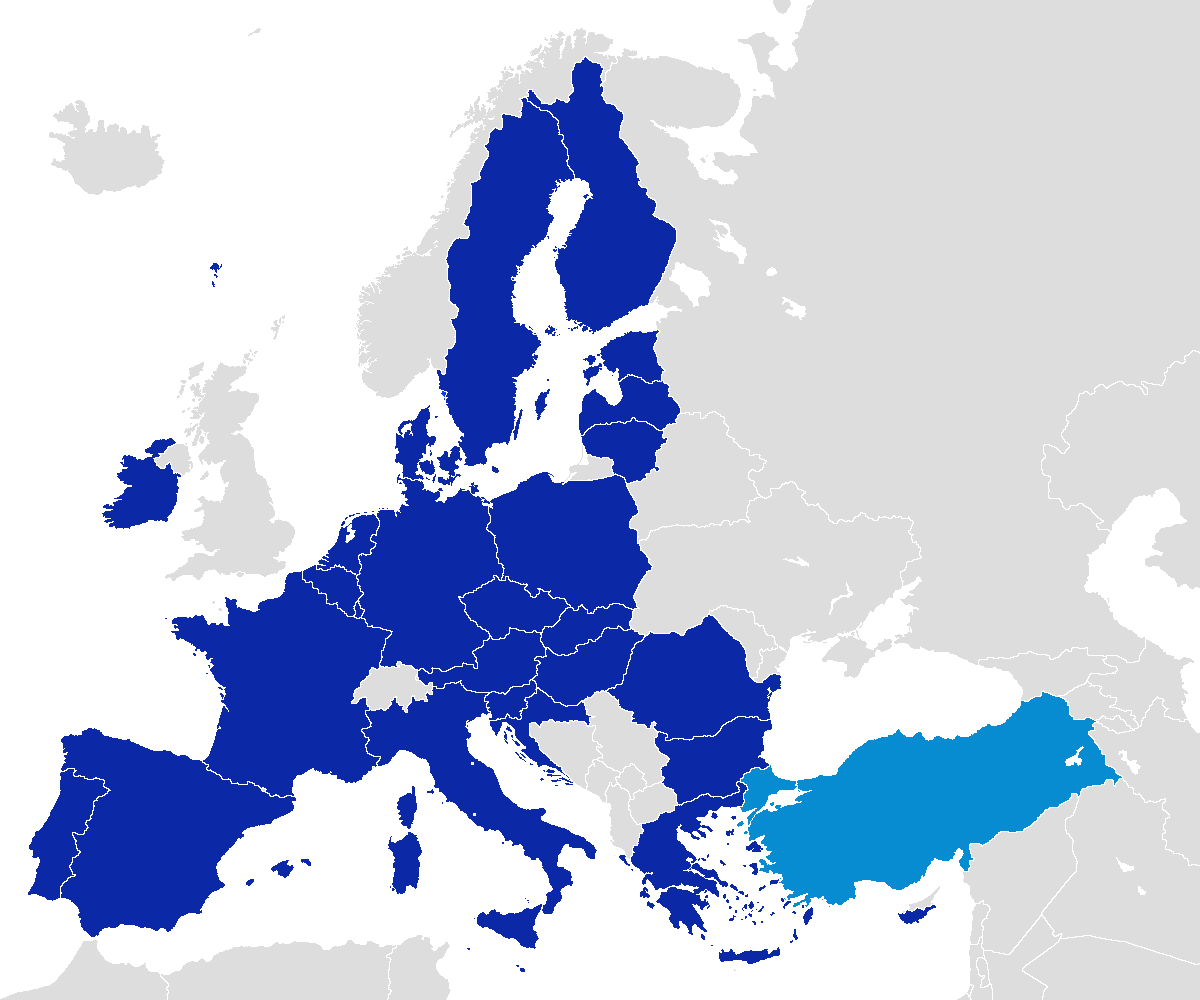
L'Union européenne et la Turquie, État candidat.

L’union douanière entre l'Union européenne et la Turquie (appelée Gümrük Birliği en turc) a été créée le 31 décembre 1995. Sa création repose sur une décision du Conseil d'association entre l'Union européenne et la Turquie du 6 mars 1995, établie par l'accord d'Ankara de 1963. Les biens peuvent voyager entre les deux entités sans restrictions douanières. Cependant, elle ne couvre pas certains secteurs économiques tels que l'agriculture, à laquelle des concessions commerciales bilatérales s'appliquent, les services et les marchés publics.
En 1996, une zone de libre-échange fut établie entre la Turquie et l'Union européenne pour les produits couverts par le traité établissant la Communauté européenne du charbon et de l'acier. La décision n° 1/98 du conseil d'association couvre le commerce des produits agricoles.

## Impacts de cette Union douanière
L’union douanière a été achevée le 1er janvier 1996 et sa mise en place a eu de nombreux effets positifs. Pour l’Union européenne, la Turquie est devenue son cinquième partenaire commercial, ce qui représente 4% du commerce extérieur de l’Union européenne. Plus concrètement, en 2015, cela correspond à un solde positif de 17 milliards d’euros pour l’Union. Du côté turc, l’Union européenne est son principal partenaire commercial, représentant 41% de son commerce extérieur. De plus, cette Union douanière favorise le développement économique du pays, ce qui renforce parallèlement le pouvoir du président Erdogan. Ainsi, la Banque mondiale rappelle que l’Union douanière a apporté plus d’avantages qu’un accord de libre-échange.

## Réforme de l'Union douanière
Depuis décembre 2016, la Turquie et l’Union européenne ont entamé des négociations concernant la modernisation de l’Union douanière. En effet, le maintien de l’Union douanière telle qu’elle existe actuellement aurait pour conséquence l’affaiblissement des principes de base de la relation entre ces deux partenaires et remettrait même en cause la place actuelle de la Turquie dans l’Union douanière. Cette relation a fait apparaître des défauts de conception et des problèmes liés à son fonctionnement même. Cette modernisation permettrait donc d’apporter de nombreux avantages aux relations entre la Turquie et l’Union européenne. 
Cette demande de réforme a été déposée[Par qui ?] devant le Conseil pour autoriser le début de ces négociations. Plusieurs asymétries doivent être corrigées pour maximiser les gains de l’arrangement actuel. En effet, il faut rappeler que la Turquie est obligée de s’aligner sur la législation de l’UE mais sans pour autant pouvoir participer à la prise de décision dans les différents domaines liés à l’Union douanière. Ainsi, la réforme prévoit, entre autres, l’amélioration des échanges d’informations et le mécanisme de notification, ce qui permettrait donc à la Turquie d’être plus à même de s’adapter aux exigences techniques de la législation européenne. Une autre réforme non négligeable concerne la mise en place d’un mécanisme efficace de règlement des différends dans le cadre du commerce bilatéral. En effet, le mécanisme actuel n’est pas adapté car il se limite uniquement aux désaccords sur la durée des mesures de sauvegarde. Ainsi, le nouveau mécanisme permettrait de traiter un éventail plus large de cas de différends, ce qui serait plus efficace.
Ensuite, la réforme permettrait aux relations turques et européennes de se renforcer principalement à travers l’harmonisation législative et d’accélérer les relations vers un objectif commun. De plus, elle donne la possibilité d’adapter la structure de l’Union douanière au développement des échanges internationaux. En effet, l’Union a conclu de nombreux accords de libre-échange depuis quelques années avec des pays tiers, comme le Japon ou Singapour. Il est nécessaire de rappeler que la Turquie qui fait partie de l’Union douanière doit suivre la politique commerciale de l’Union y compris avec des pays tiers, qui n’ont pourtant pas accepté de conclure parallèlement des accords avec la Turquie.
Un tel développement permettra de produire des bénéfices économiques pour les deux parties, ce qu’a confirmé le ministre turc des Affaires étrangères, Mevlut Cavusoglu. De plus, ce processus contribuera à corriger les imperfections dans le fonctionnement actuel de l’Union douanière et à élargir la relation commerciale bilatérale pour inclure de nouveaux secteurs de l’économie, tels que l’agriculture, les services et les marchés publics. En effet, l'inclusion des services dans l'union douanière stimulerait le commerce car ils représentent 60% du PIB de la Turquie, alors qu’ils en sont pour l’instant exclus. Les estimations montrent que l’ouverture du commerce transfrontalier des services à l’UE créerait des gains de 1,1 milliard de dollars.
Une refonte de l’Union douanière recalibrerait l’alignement de la Turquie sur l’acquis communautaire et améliorerait donc l’adaptation aux normes de l’UE dans des domaines connexes. La modernisation de l’Union douanière permettrait également d’accélérer le processus d’adhésion de la Turquie à l’UE, à travers une relance des réformes fondamentales. En effet, pour les membres du HDP (Parti démocratique des peuples), cette renégociation de l’Union douanière et sa mise en place effective doivent se faire dans le cadre d’un respect des droits de l’Homme. 
Cependant, même si le Parlement européen a appelé à l’ouverture de négociations dans sa résolution du 6 juillet 2017, le climat politique dans l'UE et en Turquie ne favorise pas la refonte du programme de l'Union douanière. Certains États membres du Conseil tels que l’Allemagne et l’Autriche s’opposent à l’ouverture de négociations formelles avec la Turquie sur cette Union douanière. En effet, le développement des partis populistes radicaux de droite hostiles à l'immigration suscite un sentiment anti-turc au sein des partis de centre-gauche et de centre-droit. La chancelière allemande Angela Merkel a bloqué la réforme, en raison notamment de l'opposition nationale et de la montée du parti d'extrême droite Alternative pour l'Allemagne (AfD). 
De même, du côté turc, la modernisation de l’Union douanière imposerait des exigences qui s’opposent à la mise en place actuelle du programme d’Erdogan. Celui-ci souhaite plutôt renforcer une croissance économique à court terme et une consolidation du pouvoir politique national.
Ainsi, le 26 juin 2018, le Conseil des affaires générales de l'UE a conclu qu’«aucun travail supplémentaire en vue de la modernisation de l'Union douanière UE-Turquie n'est prévu».